# Pablo César López
Pablo César López Martínez (7 de enero de 1998, Querétaro, Querétaro, México) es un futbolista mexicano, juega como mediocampista y su actual equipo es el Tepatitlán FC de la Liga de Expansión MX.

## Trayectoria

### Inicios y CF Pachuca
En el año de 2012 llega a las fuerzas básicas del CF Pachuca en la categoría Sub-15, al siguiente año es promovido a la categoría Sub-17 para disputar partidos en el torneo correspondiente, hasta tal grado de llegar a tener minutos con el equipo Sub-20 en el año de 2016.
Su debut oficial con el primer equipo fue el 17 de febrero de 2016 en un partido correspondiente a la Copa MX en su etapa de fase de grupos, entrando de cambio al minuto 85' por Gustavo Ramírez, el partido concluyó con la victoria del club hidalguense por marcador de 0-2 ante el Atlético San Luis.
Debutó oficialmente en la Liga MX el 19 de noviembre de 2016 en un partido correspondiente a la jornada 17 entrando de cambio al minuto 78' por Jorge Hernández, el partido terminó con empate a tres goles ante el Club América. Su primer gol lo marcó el 1 de septiembre de 2018 ante el Guadalajara en la jornada 8 del Apertura 2018 de la Liga MX.

### Club Atlético de San Luis
El 17 de junio de 2020 se hace oficial su llegada al Club Atlético de San Luis como refuerzo para el Apertura 2020.

## Selección nacional

### Categorías inferiores
El 21 de septiembre de 2015 se da a conocer la lista definitiva de jugadores que disputarían la Copa Mundial de Fútbol Sub-17 de 2015 en Chile donde López estuvo incluido. Jugó su primer partido el 18 de octubre ante la selección de Argentina, partido donde el combinado azteca ganó. Después vio actividad en el segundo encuentro mundialista ante Australia, partido que terminó con empate a cero goles, al igual que vio minutos en el último partido de la fase de grupos ante Alemania, que terminó con victoria para el cuadro mexicano con gol incluido de López. En la fase de octavos de final jugó todo el partido ante Chile y consiguió anotar un gol, en cuartos de final estuvo presente en todo el encuentro ante Ecuador al igual que en las semifinales donde el combinado azteca terminó cayendo con Nigeria, y con esto disputando el partido por el tercer puesto ante Bélgica, el cual terminaron perdiendo y quedándose con el cuarto lugar.
El 9 de febrero de 2017; López fue incluido en la lista definitiva de los 20 jugadores que disputarían el Campeonato Sub-20 de la Concacaf de 2017, con sede en Estados Unidos.
El 11 de mayo de 2017; López fue incluido en la lista definitiva de los 21 jugadores que disputarían el Copa Mundial de Fútbol Sub-20 de 2017, con sede en Corea del Sur.
El 23 de mayo de 2019; López fue incluido en la lista definitiva de los 22 jugadores que disputarían el Torneo Esperanzas de Toulon de 2019, con sede en Francia.
El 6 de agosto de 2019; López fue incluido en la lista definitiva de los 18 jugadores que disputarían el Juegos Panamericanos 2019, con sede en Perú.

### Participaciones en selección nacional
| Torneo                                   | Categoría | Sede           | Resultado        | Partidos | Goles |
| ---------------------------------------- | --------- | -------------- | ---------------- | -------- | ----- |
| Copa Mundial de Fútbol Sub-17 de 2015    | Sub-17    | Chile          | Cuarto lugar     | 7        | 2     |
| Campeonato Sub-20 de la Concacaf de 2017 | Sub-20    | Estados Unidos | Tercer lugar     | 4        | 0     |
| Copa Mundial de Fútbol Sub-20 de 2017    | Sub-20    | Corea del Sur  | Cuartos de final | 3        | 0     |
| Torneo Esperanzas de Toulon de 2019      | Sub-22    | Francia        | Tercer lugar     | 4        | 0     |
| Juegos Panamericanos 2019                | Sub-23    | Perú           | Tercer lugar     | 5        | 0     |

## Estadísticas
Actualizado el 12 de noviembre de 2024.
| Club                             | Div.                | Temporada           | Liga nacional(1) | Liga nacional(1) | Liga nacional(1) | Copas nacionales(2) | Copas nacionales(2) | Copas nacionales(2) | Torneos internacionales(3) | Torneos internacionales(3) | Torneos internacionales(3) | Total | Total | Total  | Media goleadora |
| Club                             | Div.                | Temporada           | Part.            | Goles            | Asist.           | Part.               | Goles               | Asist.              | Part.                      | Goles                      | Asist.                     | Part. | Goles | Asist. | Media goleadora |
| -------------------------------- | ------------------- | ------------------- | ---------------- | ---------------- | ---------------- | ------------------- | ------------------- | ------------------- | -------------------------- | -------------------------- | -------------------------- | ----- | ----- | ------ | --------------- |
| C. F. Pachuca · México           | 1.ª                 | 2015-16             | 0                | 0                | 0                | 1                   | 0                   | 0                   | 0                          | 0                          | 0                          | 1     | 0     | 0      | 0               |
| C. F. Pachuca · México           | 1.ª                 | 2016-17             | 2                | 0                | 0                | 0                   | 0                   | 0                   | 0                          | 0                          | 0                          | 2     | 0     | 0      | 0               |
| C. F. Pachuca · México           | 1.ª                 | 2017-18             | 3                | 0                | 0                | 9                   | 0                   | 1                   | 1                          | 0                          | 0                          | 13    | 0     | 1      | 0               |
| C. F. Pachuca · México           | 1.ª                 | 2018-19             | 23               | 3                | 1                | 7                   | 0                   | 1                   | 0                          | 0                          | 0                          | 30    | 3     | 2      | 0.1             |
| C. F. Pachuca · México           | 1.ª                 | 2019-20             | 2                | 0                | 0                | 4                   | 0                   | 0                   | 0                          | 0                          | 0                          | 6     | 0     | 0      | 0               |
| C. F. Pachuca · México           | 1.ª                 | 2021-22             | 4                | 0                | 1                | -                   | -                   | -                   | -                          | -                          | -                          | 4     | 0     | 1      | 0               |
| C. F. Pachuca · México           | Total               | Total               | 34               | 3                | 1                | 21                  | 0                   | 2                   | 1                          | 0                          | 0                          | 56    | 3     | 4      | 0.05            |
| C. Atlético de San Luis · México | 1.ª                 | 2020-21             | 14               | 0                | 0                | -                   | -                   | -                   | -                          | -                          | -                          | 14    | 0     | 0      | 0.00            |
| C. Atlético de San Luis · México | Total               | Total               | 14               | 0                | 0                | 0                   | 0                   | 0                   | 0                          | 0                          | 0                          | 14    | 0     | 0      | 0.00            |
| Cancún F. C. · México            | 2.ª                 | 2022-23             | 16               | 0                | 0                | -                   | -                   | -                   | -                          | -                          | -                          | 16    | 0     | 0      | 0.00            |
| Cancún F. C. · México            | Total               | Total               | 16               | 0                | 0                | 0                   | 0                   | 0                   | 0                          | 0                          | 0                          | 16    | 0     | 0      | 0.00            |
| Tepatitlán F. C. · México        | 2.ª                 | 2023-24             | 20               | 4                | 0                | -                   | -                   | -                   | -                          | -                          | -                          | 20    | 4     | 0      | 0.2             |
| Tepatitlán F. C. · México        | Total               | Total               | 20               | 4                | 0                | 0                   | 0                   | 0                   | 0                          | 0                          | 0                          | 20    | 4     | 0      | 0.2             |
| Total en su carrera              | Total en su carrera | Total en su carrera | 84               | 7                | 1                | 21                  | 0                   | 2                   | 1                          | 0                          | 0                          | 106   | 7     | 4      | 0.07            |
| (1) Incluye datos de la Copa MX. |                     |                     |                  |                  |                  |                     |                     |                     |                            |                            |                            |       |       |        |                 |

## Palmarés

### Campeonatos nacionales
| Título  | Club         | País   | Año  |
| ------- | ------------ | ------ | ---- |
| Liga MX | C.F. Pachuca | México | 2016 |

### Campeonatos internacionales
| Título                    | Club         | País     | Año  |
| ------------------------- | ------------ | -------- | ---- |
| CONCACAF Champions League | C.F. Pachuca | Concacaf | 2017 |